# デトロイト

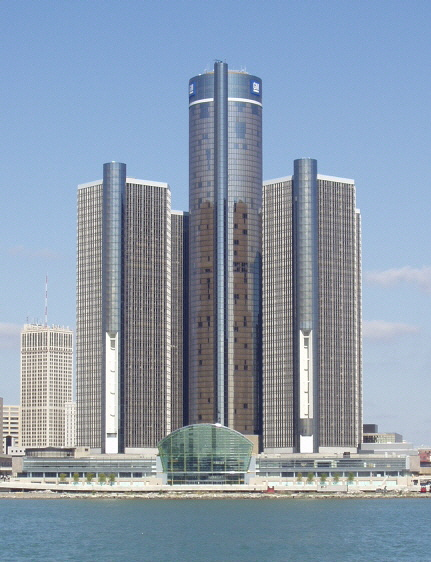
米国最大の自動車メーカーゼネラルモーターズの旧本社

デトロイト（英語: Detroit [dɨˈtrɔɪt] 現地発音:[ˈdiːtrɔɪt]）、正式にはデトロイト市（デトロイトし 英: the City of Detroit）は、アメリカ合衆国ミシガン州ウェイン郡の都市。南北をエリー湖とヒューロン湖に挟まれており、デトロイト川を挟んで東はカナダのウィンザー市に接し、市の中央に位置するハイランドパーク市とハムトラムク市を囲む。米国中西部有数の世界都市である。かつては自動車産業で栄え、「自動車の街」(モーターシティ)とも呼ばれる米国の自動車産業の中心地である。また近年ではスタートアップ企業・次世代自動車（電気自動車、水素自動車など）産業・ロボット産業・医療産業などが盛んとなっている。
また失業率・貧困率が高く、犯罪都市としても知られていたが、2020年以降の犯罪率は依然高い水準にあるものの、ワースト10から脱却している年もある。
国勢調査における人口は、2020年は約64万人（全米27位）で、ピーク時である1950年の約185万人（全米5位）から約121万人も減少しており、その後も減少傾向が続いている。デトロイトの都市圏（大都市統計地域：MSA）の人口は約373万人（全米12位）、フリントなどを含めた広域都市圏（合同統計地域：CSA）の人口は約439万人（全米14位）となっている。

## 歴史と現在

### 成り立ち
1701年7月24日にフランスの探検家アントワーヌ・ド・ラ・モト・カディヤックがフォート・デトロイトを築いたのが始まりとされる。名称はフランス語で「水道」を意味する「ル・デトロワ（Le Détroit）」に由来し、セントクレア湖とエリー湖をデトロイト川が結んでいる同地の地形から名付けられた。

### モーターシティ
1805年の大火の後に計画都市としてオーガスタス・ウッドワード裁判官によって都市が設計され、その後ピーター・シャルル・ランファンへと引き継がれる。元々馬車・自転車製造が盛んだったが、1899年に自動車工業が興る。
そして1903年にヘンリー・フォードが量産型の自動車工場を建設し、「T型フォード」のヒットとともにアメリカで一番の自動車工業都市として発展した。後にゼネラルモーターズとクライスラーが創業し、フォード・モーターと共にビッグスリーと呼ばれた。パッカードなどそれ以外の自動車メーカーもあって市はモーターシティ（モータウン）と呼ばれるようになり、全盛期には180万の人口を数えたが、その半数が自動車産業に関わっていた。

### 没落

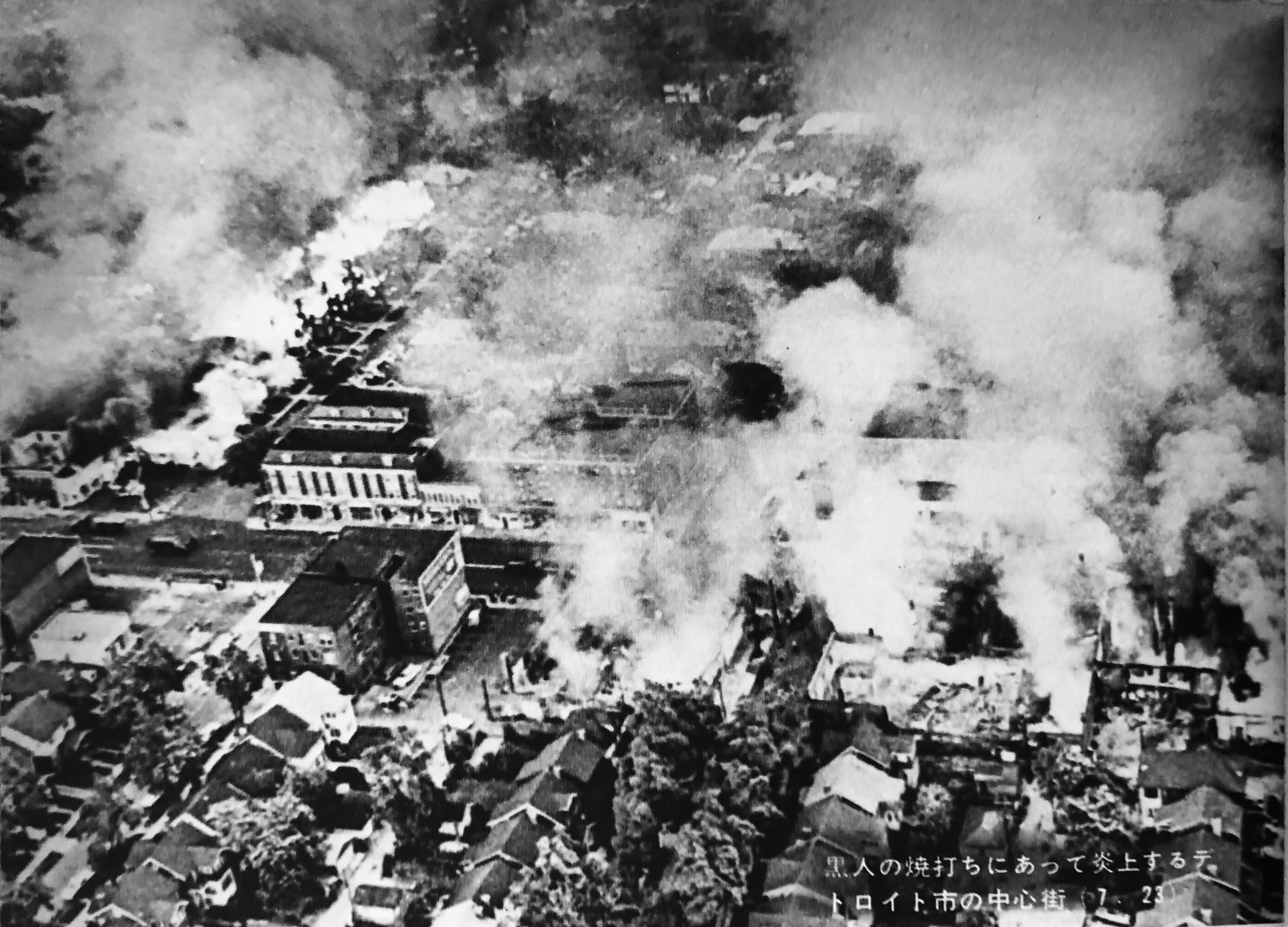
デトロイト暴動（1967年7月23日）

デトロイトの繁栄を支えた要素の1つとして南部から移住してきた多くのアフリカ系アメリカ人労働者の存在があった。彼らの多くは低賃金の仕事のみを許され、ゾーニングによってスラムと認定された地域に押し込められていた。しかし、1948年に行われたシェリー対クレーマー事件の最高裁判所の判決によって白人の居住地域から黒人を締め出すことが憲法違反とされたことから、反発を受けながらもデトロイトの黒人居住区は拡大を始め、対してホワイト・フライトと呼ばれる白人の郊外への脱出現象が出現する。同時期に自動車産業も郊外へと移転が行われるようになり、デトロイトは1948年から20年の間に13万人の雇用を失った。
1967年7月にアフリカ系アメリカ人による大規模なデトロイト暴動が市内で発生して多数の死傷者を出し、ホワイト・フライトは加速した。
1970年代頃から安価・安全・コストパフォーマンスに優れた日本車の台頭により自動車産業が深刻な打撃を受けると、企業は社員を大量解雇し、下請けなどの関連企業は倒産が相次いで市街地の人口流出が深刻となった。同時にダウンタウンには浮浪者が溢れ、治安悪化が進んだ（インナーシティ問題と呼ばれる）。
この様な状況を見て、1970年代にはダウンタウン周辺に高層ビル・コンプレックス「ルネサンス・センター」（GM本社がテナントに入った）を建設したが好転せず、日本がバブルを謳歌していた頃、特に市況はどん底に陥っていた。その頃には、中国人の移民の若者ビンセント・チンが、反日感情を高ぶらせた白人失業者に日本人と間違えられて殺害されるという事件も発生した（デトロイト大都市圏における日本人の歴史、ジャパンバッシングも参照）。
事態を重く見た市は、1990年頃から大規模な摩天楼が林立するルネサンス・センターをシンボルに都市再生を目指し、ダウンタウンには新交通システム（英: People mover - ピープルムーバー）が設けられている。日本総領事館も、邦人から治安のいい郊外に設置するよう強い希望があったが、デトロイト市行政当局の運動に協力する意味合いを含めて市街地に設置した経緯がある。また、自動車以外の産業を育てるべく、映画産業の振興も行った。
だが、限られた街区を更地にして巨大オフィスビル群を建設するルネサンス・センターの手法は、周囲の荒廃した地域に及ぼす波及効果が低く、都市再生の手法としてはあまり成功していない。依然としてダウンタウン周辺の空洞化は続いており、ダウンタウンには駐車場や空地、全くテナントのいない高層ビルも多く、具体的な解決を見ていない。また、富裕層は郊外に移住して貧賤な層が取り残され、治安の改善もあまり進んでいないのが現状である。荒廃した地域では一戸建ての住宅が1ドルで販売されているところもある。
2008年のリーマン・ショック後の金融危機でゼネラルモーターズとクライスラーが破綻に追い込まれたが、その後経営状態は回復した。しかし、いずれの自動車会社も経営改善を進める中で生産設備の海外移転が進み、これら自動車会社の先導によるデトロイトの再開発は困難となった。
世界5大モーターショーの1つである北米国際オートショーの伝統的な開催地となっている他、自動車の殿堂のヘンリー・フォード・ミュージアムを初めとする自動車関連の博物館など、デトロイトが依然として全米随一のモーターシティーであることには変わりないが、市当局が産業構造の変革を模索しているのも事実である。

### 財政破綻
なお、2011年あたりから他業種の研究機関などもミシガン州を中心に進出が相次ぐなど、全米の他都市と比較しても経済状況は回復しつつあり、2011年の1月から2月の間に失業率が約1パーセント減少するなどしている。それだけに、市は治安で特にインナーシティの環境改善が急務であり、1920年代に建設されて荒廃したままになっているビル群の再開発・再利用・郊外企業のダウンタウンへの移転などに取り組んでいた。
2013年3月にリック・スナイダー州知事はデトロイト市が債務超過の状態にあることからその財政危機を宣言し、緊急財務管理者を任命した。それに伴い、同年6月にスタンダード&プアーズは財政破綻の懸念からデトロイト市の格付けをCCCマイナス、見通しをネガティブに引き下げた。
2013年7月18日に財政破綻の声明を発表し、ミシガン州の連邦地方裁判所に連邦倒産法第9章適用を申請した。負債総額は180億ドル（約1兆8000億円）を超えるとみられ、財政破綻した自治体の負債総額で2013年当時において全米一となった。
市の発表している統計では子供の6割が貧困生活を強いられており、市民の半分が読み書きもできず、市内の住宅の3分の1が廃墟又は空き部屋となっており、市民の失業率(U3)は18パーセントに達する。また、警官が通報を受けて現場に到着する平均時間は、人手不足のために58分かかる。
なお、デトロイト含めたミシガン州の自動車産業が没落したのは、海外だけでなく、国内との競争が熾烈化し、膠着していたミシガン州及びデトロイト市の制度及び相対的に高額な人件費が敬遠された理由もある。企業誘致への優遇制度をとっていたケンタッキー州(トヨタ自動車など)、サウスカロライナ州(BMWなど)などでは外資系自動車産業の誘致に成功しており、経済発展に大きく貢献した。

### 再生
2013年の経営破綻から数年後、2018年でのデトロイトの失業率は7パーセント台にまで回復するなど景気が回復しており、また、全米各地から労働人口が流入している。スラム化したダウンタウンには活気が戻り、空洞化したオフィスビルには人が出入りしてオフィス占有率は90パーセント台まで回復し、激減した市域人口も下げ止まりした。下落した地価を逆手に取って、安い賃金を武器に積極的なスタートアップ企業やエンターテイメント産業を誘致した結果である。
また、多くの市民もデトロイトの再興を実感し始めており、雇用者は増大して生活水準も大幅に改善されている。デルタ航空がハブ空港を置き、Q LINEという路面電車（LRT）も稼働開始した。ウォーターフロント地区の再開発を皮切りに、スポーツやカルチャーに新たな資金が投入されている。その一方で急激に変化した地価、家賃、郊外に居留まる富裕層を呼び戻す動線、公共交通網の不足など課題も山積みの状態である。
また、主要産業の一角であって自動車産業も「国内の雇用回復」をモットーとしたドナルド・トランプの経済政策により、メキシコなどへの工場の海外流出が阻止された一方で、国内工場誘致に対する優遇制度、企業法人税などの減税により、フィアット・クライスラー、ゼネラル・モーターズ、フォード・モーターともどもデトロイト近郊の工場の雇用拡大を実施することが実現し、数千人単位の雇用が戻った。フォード創業家会長は北アメリカオートショーにて「デトロイトは、カムバックした街の仲間入りを果たした」と宣言しているなど、回復が見られている。また、それに付随して産業用ロボットなどのロボット産業が盛んとなっており、ABB、川崎重工、ファナックなどが研究開発、製造拠点を置くなど、全米最大規模のロボット産業都市となっている。
また、2020年以後は電気自動車、水素自動車など次世代自動車の研究、開発も盛んになっており、GMが近郊に電気自動車の開発拠点を設けたほか、道路から充電する電気バスを市街地で試験走行するなどの試みもある。

## 地理

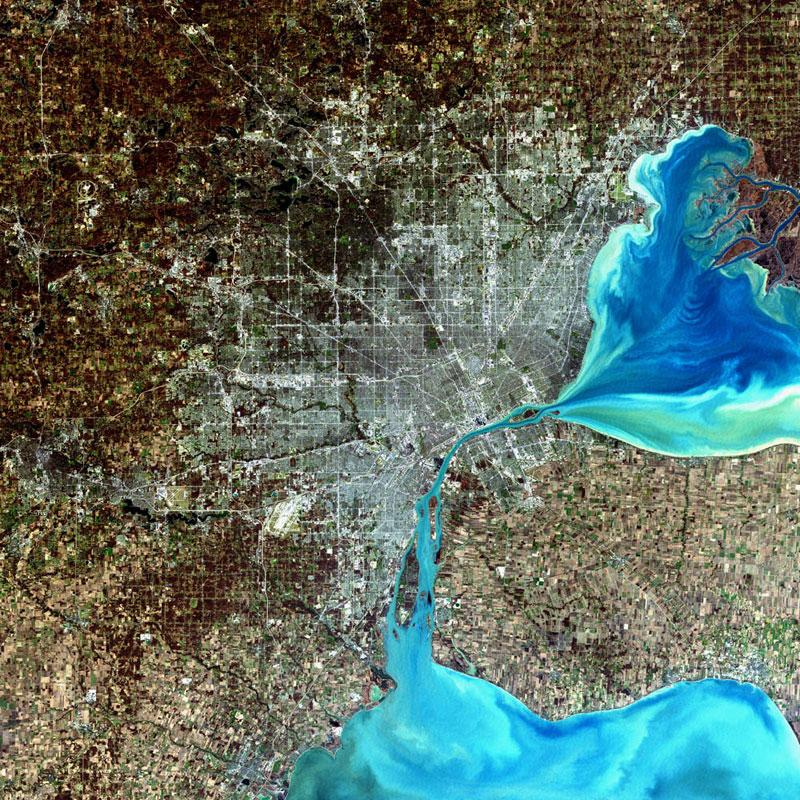
アメリカ航空宇宙局（NASA）のランドサット7号（LANDSAT-7）が観測したデトロイトの衛星イメージ

アメリカ合衆国統計局によると、この都市は総面積370.2 km2（142.9mi2）である。このうち359.4km2（138.8mi2）が陸地で10.8km2（4.2mi2）が水地域である。総面積の2.92%が水地域となっている。
デトロイトはメトロ・デトロイトと東南ミシガン地方の主要都市である。デトロイトで最も高い標高は670フィート（204m）で、大学地区の北西部デトロイトである。逆に、最も低い標高は河岸地域で、579フィート（176m）である。東にはデトロイト川を隔ててカナダのオンタリオ州ウィンザーがあり、デトロイトは主要都市のなかでカナダとの国境に接する唯一の都市である。
同市はハムトラミックとハイランド・パークを内包しており、北東の都市堺にはグロス・ポイントがある。ワイアンドット国立野生動物保護区はアメリカ合衆国で唯一の国際野生動物保護区である。保護区には、デトロイト川と西エリー湖の湖岸線48マイル（77km）に沿って島、沿岸の湿地、沼地、浅瀬帯、ウォーターフロントの地域が含まれている。

3つのフランス式大通りがデトロイトの道路網を交差している。ワシントンD.C.から影響された放射大通りとオハイオ川北西部の道路網をなす東西を結ぶ大通りである。カナダのウィンザーへの交通網は4つあり、そのうち2つの自動車道でアンバサダー・ブリッジとデトロイト・ウィンザー・トンネルがある。鉄道網ではミシガン・セントラル鉄道のトンネルがデトロイト川の下を通っており、残りはデトロイト・ウィンザー・トラック・フェリーによる海路である。フェリーの乗り場は、ウィンザー・ソルト・マインとツーク島である。

## 気候
ケッペンの気候区分では亜寒帯湿潤気候（Dfa）に属する。
| デトロイト・メトロポリタン国際空港（1981–2010年、極値1874年- ）の気候 | デトロイト・メトロポリタン国際空港（1981–2010年、極値1874年- ）の気候 | デトロイト・メトロポリタン国際空港（1981–2010年、極値1874年- ）の気候 | デトロイト・メトロポリタン国際空港（1981–2010年、極値1874年- ）の気候 | デトロイト・メトロポリタン国際空港（1981–2010年、極値1874年- ）の気候 | デトロイト・メトロポリタン国際空港（1981–2010年、極値1874年- ）の気候 | デトロイト・メトロポリタン国際空港（1981–2010年、極値1874年- ）の気候 | デトロイト・メトロポリタン国際空港（1981–2010年、極値1874年- ）の気候 | デトロイト・メトロポリタン国際空港（1981–2010年、極値1874年- ）の気候 | デトロイト・メトロポリタン国際空港（1981–2010年、極値1874年- ）の気候 | デトロイト・メトロポリタン国際空港（1981–2010年、極値1874年- ）の気候 | デトロイト・メトロポリタン国際空港（1981–2010年、極値1874年- ）の気候 | デトロイト・メトロポリタン国際空港（1981–2010年、極値1874年- ）の気候 | デトロイト・メトロポリタン国際空港（1981–2010年、極値1874年- ）の気候 |
| 月                                                                    | 1月                                                                   | 2月                                                                   | 3月                                                                   | 4月                                                                   | 5月                                                                   | 6月                                                                   | 7月                                                                   | 8月                                                                   | 9月                                                                   | 10月                                                                  | 11月                                                                  | 12月                                                                  | 年                                                                    |
| --------------------------------------------------------------------- | --------------------------------------------------------------------- | --------------------------------------------------------------------- | --------------------------------------------------------------------- | --------------------------------------------------------------------- | --------------------------------------------------------------------- | --------------------------------------------------------------------- | --------------------------------------------------------------------- | --------------------------------------------------------------------- | --------------------------------------------------------------------- | --------------------------------------------------------------------- | --------------------------------------------------------------------- | --------------------------------------------------------------------- | --------------------------------------------------------------------- |
| 最高気温記録 °C （°F）                                                | 19 (67)                                                               | 21 (70)                                                               | 30 (86)                                                               | 32 (89)                                                               | 35 (95)                                                               | 40 (104)                                                              | 41 (105)                                                              | 40 (104)                                                              | 38 (100)                                                              | 33 (92)                                                               | 27 (81)                                                               | 21 (69)                                                               | 41 (105)                                                              |
| 平均最高気温 °C （°F）                                                | 0 (32.0)                                                              | 1.8 (35.2)                                                            | 7.7 (45.8)                                                            | 15.1 (59.1)                                                           | 21.1 (69.9)                                                           | 26.3 (79.3)                                                           | 28.6 (83.4)                                                           | 27.4 (81.4)                                                           | 23.3 (74.0)                                                           | 16.4 (61.6)                                                           | 9.3 (48.8)                                                            | 2.3 (36.1)                                                            | 15 (59.0)                                                             |
| 平均最低気温 °C （°F）                                                | −7.2 (19.1)                                                           | −6.1 (21.0)                                                           | −1.9 (28.6)                                                           | 4.1 (39.4)                                                            | 9.7 (49.4)                                                            | 15.3 (59.5)                                                           | 17.7 (63.9)                                                           | 17 (62.6)                                                             | 12.6 (54.7)                                                           | 6.3 (43.3)                                                            | 1.3 (34.3)                                                            | −4.4 (24.1)                                                           | 5.4 (41.8)                                                            |
| 最低気温記録 °C （°F）                                                | −29 (−21)                                                             | −29 (−20)                                                             | −20 (−4)                                                              | −13 (8)                                                               | −4 (25)                                                               | 2 (36)                                                                | 6 (42)                                                                | 3 (38)                                                                | −2 (29)                                                               | −8 (17)                                                               | −18 (0)                                                               | −24 (−11)                                                             | −29 (−21)                                                             |
| 降水量 mm （inch）                                                    | 49.8 (1.96)                                                           | 51.3 (2.02)                                                           | 57.9 (2.28)                                                           | 73.7 (2.90)                                                           | 85.9 (3.38)                                                           | 89.4 (3.52)                                                           | 85.6 (3.37)                                                           | 76.2 (3.00)                                                           | 83.1 (3.27)                                                           | 64 (2.52)                                                             | 70.9 (2.79)                                                           | 62.5 (2.46)                                                           | 850.1 (33.47)                                                         |
| 降雪量 cm （inch）                                                    | 31.8 (12.5)                                                           | 25.9 (10.2)                                                           | 17.5 (6.9)                                                            | 4.3 (1.7)                                                             | —                                                                     | 0 (0)                                                                 | 0 (0)                                                                 | 0 (0)                                                                 | 0 (0)                                                                 | 0.3 (0.1)                                                             | 3.8 (1.5)                                                             | 24.4 (9.6)                                                            | 108 (42.5)                                                            |
| 平均降水日数 （≥0.01 in）                                             | 13.1                                                                  | 10.6                                                                  | 11.7                                                                  | 12.2                                                                  | 12.1                                                                  | 10.2                                                                  | 10.4                                                                  | 9.6                                                                   | 9.5                                                                   | 9.8                                                                   | 11.6                                                                  | 13.7                                                                  | 134.5                                                                 |
| 平均降雪日数 （≥0.1 in）                                              | 10.4                                                                  | 8.3                                                                   | 5.4                                                                   | 1.6                                                                   | 0                                                                     | 0                                                                     | 0                                                                     | 0                                                                     | 0                                                                     | 0.2                                                                   | 2.3                                                                   | 8.5                                                                   | 36.7                                                                  |
| % 湿度                                                                | 74.7                                                                  | 72.5                                                                  | 70.0                                                                  | 66.0                                                                  | 65.3                                                                  | 67.3                                                                  | 68.5                                                                  | 71.5                                                                  | 73.4                                                                  | 71.6                                                                  | 74.6                                                                  | 76.7                                                                  | 71.0                                                                  |
| 平均月間日照時間                                                      | 119.9                                                                 | 138.3                                                                 | 184.9                                                                 | 217.0                                                                 | 275.9                                                                 | 301.8                                                                 | 317.0                                                                 | 283.5                                                                 | 227.6                                                                 | 176.0                                                                 | 106.3                                                                 | 87.7                                                                  | 2,435.9                                                               |
| 日照率                                                                | 41                                                                    | 47                                                                    | 50                                                                    | 54                                                                    | 61                                                                    | 66                                                                    | 69                                                                    | 66                                                                    | 61                                                                    | 51                                                                    | 36                                                                    | 31                                                                    | 55                                                                    |
| 出典：NOAA (relative humidity and sun 1961–1990)                      |                                                                       |                                                                       |                                                                       |                                                                       |                                                                       |                                                                       |                                                                       |                                                                       |                                                                       |                                                                       |                                                                       |                                                                       |                                                                       |

## 都市景観

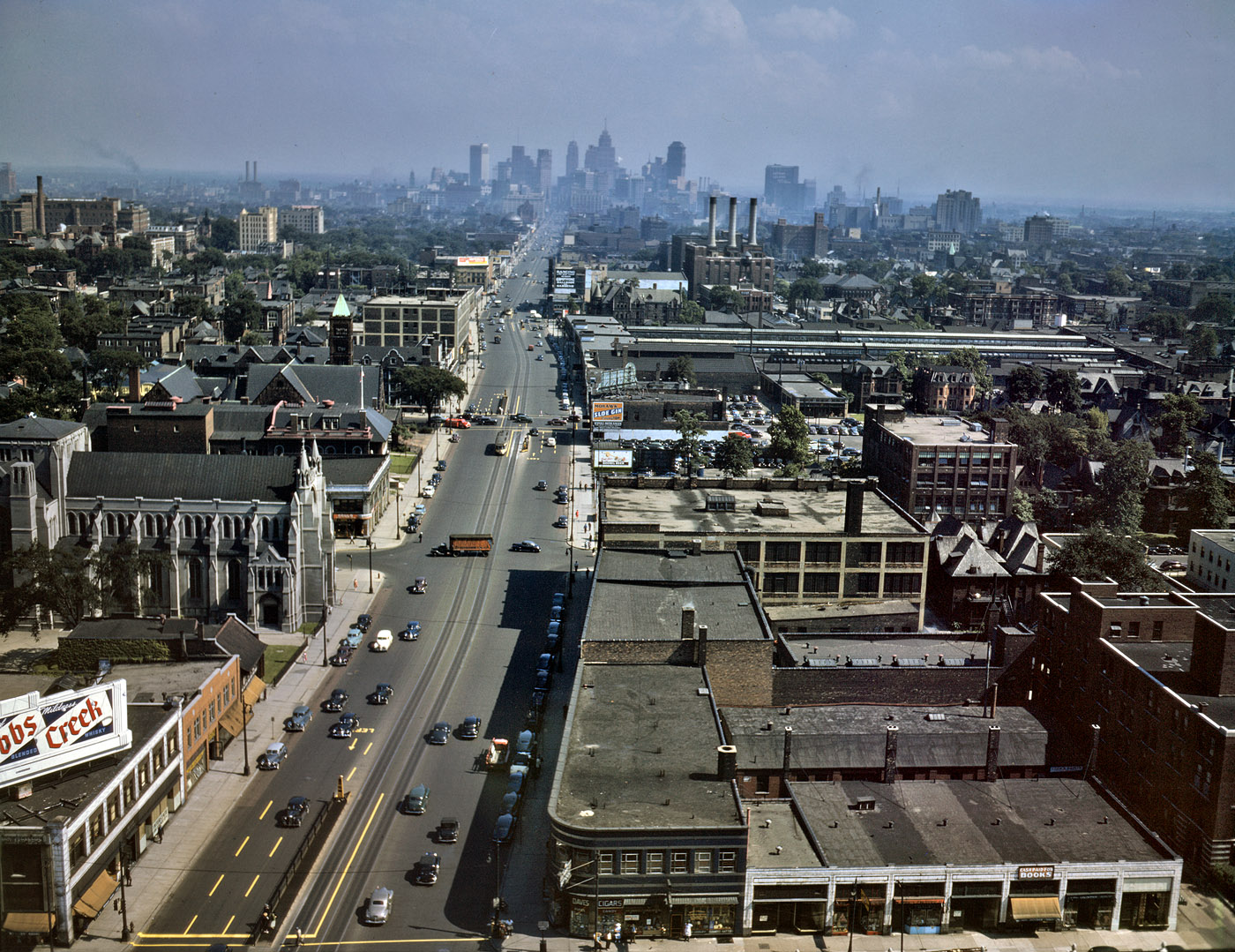
1942年のデトロイトのウッドワード・アヴェニュー

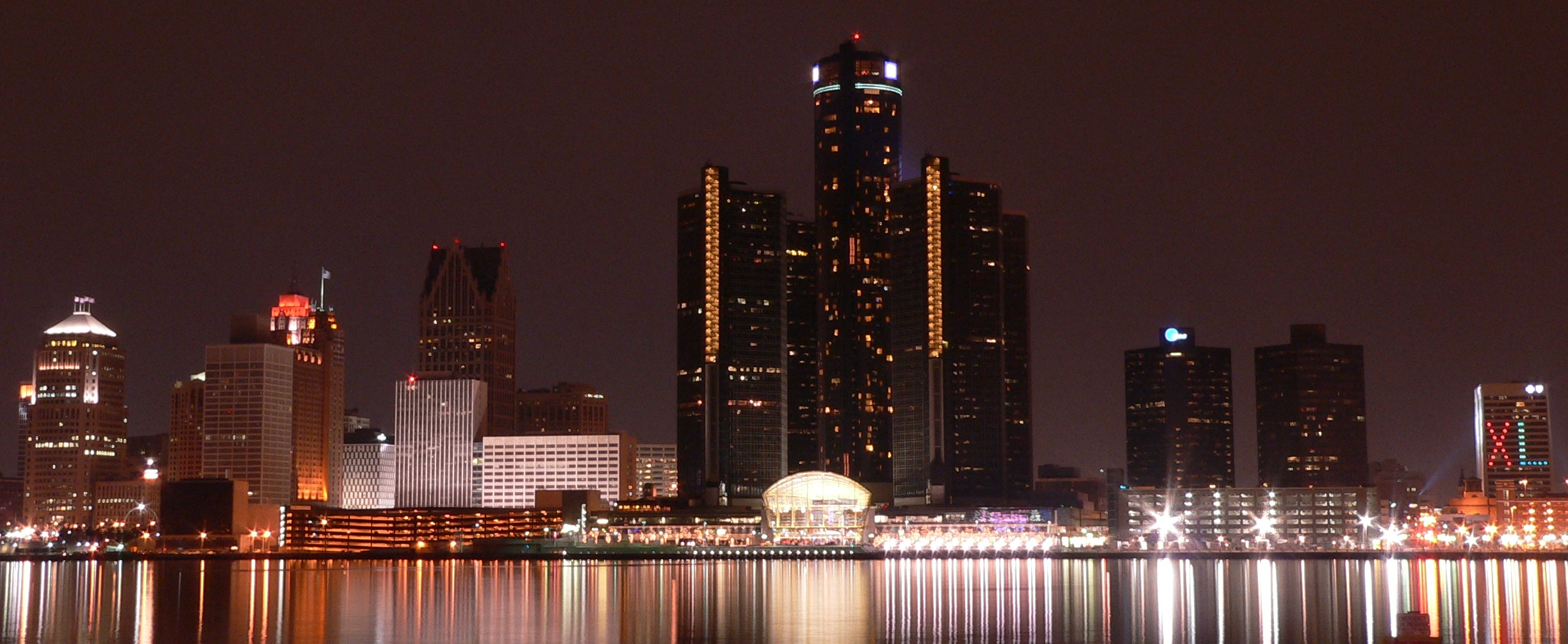
デトロイト・ダウンタウンの夜景

デトロイトの全景において、ウォーターフロントは様々な建築構造のスタイルを垣間見ることができる。現代的なネオゴシックスタイルで設計されたワン・デトロイト・センターのコメリカ・タワーは、同市に所在するアール・デコスタイルの超高層ビルに調和するように設計された。コメリカ・タワーは、ゼネラルモーターズ本社であるルネサンス・センターと共に特徴的な景観を形成している。
デトロイトでアール・デコスタイルを採用した超高層ビルは、有名なフィッシャー・ ビルディングルを始め、ガーディアン・ビルディング（ユニオン・トラスト）、ペノウスコット・ビルディング、キャデラック・プレイスがある。
市内の中で、突出した構造をもつ建造物は、デトロイト美術館、デトロイト・オペラ・ハウス、国内最大のフォックス・シアターがある。
超高層ビルはダウンタウンのニューセンター地域に集中しており、都市近郊の大部分は低階層建造物と一戸建の住宅からなっている。都市中心から外側に高層住宅がウッドワードの西からパーマー・パークとグロス・ポイントの方向に向かって建設されている。

## 行政区

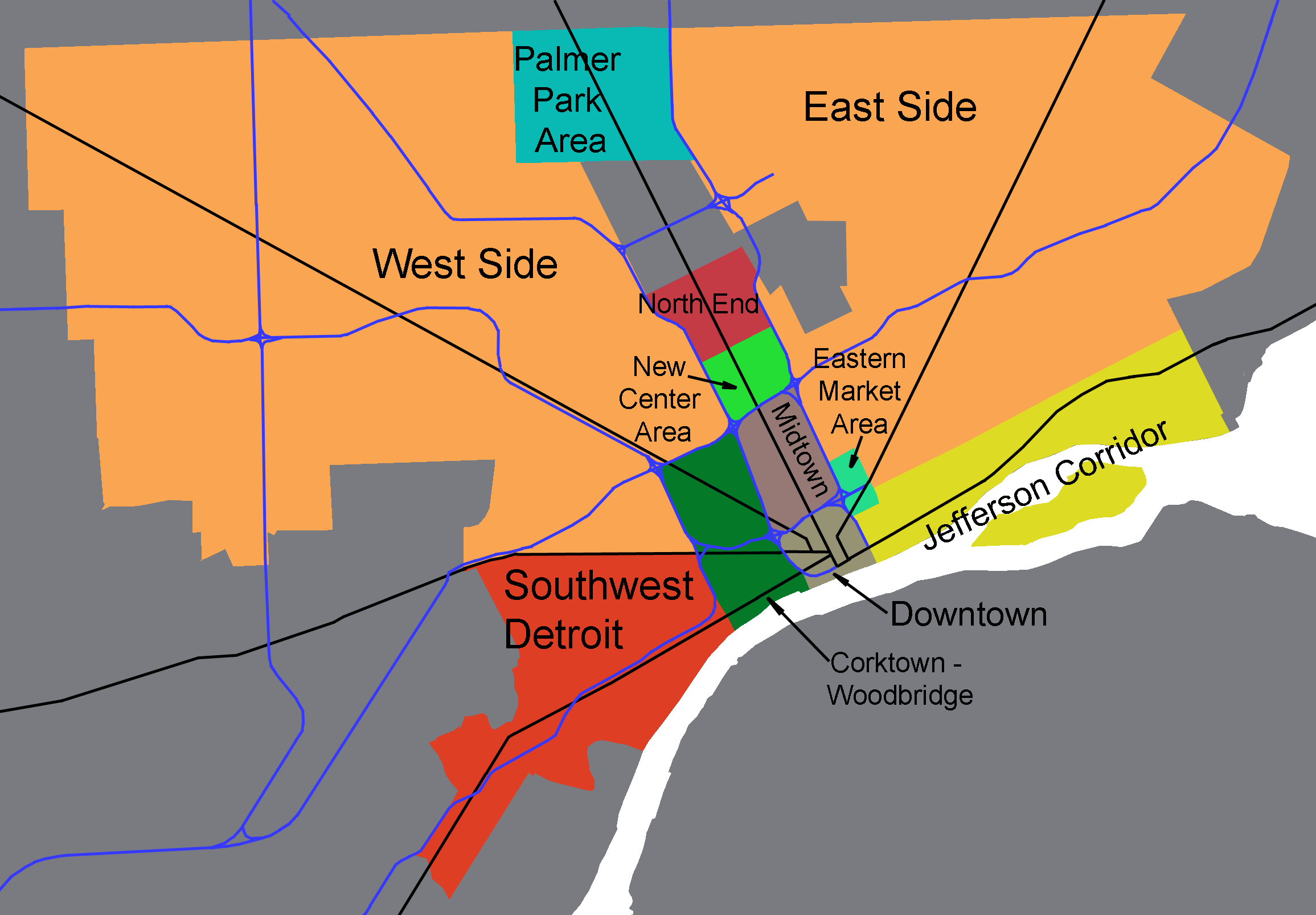
デトロイトの地域

デトロイトには警察署の管轄区、学区、選挙区などはあるが、厳格な意味での行政区画は存在しない。デトロイト川沿岸からウッドワード通りに沿って北へ広がるダウンタウン、ミッドタウン、新センター、ノースエンド。ハムトラミックとハイランドパークに遮られた向こう側のパルマーパーク。その東西両側に広がるイーストサイドとウェストサイド。そしてダウンタウンの東から伸びるジェファーソン通り沿いのジェファーソン回廊とフォート通りに沿って南西方向に突き出したサウスウエストに分かれる。

## 経済
就業者数で言うと1位：公立学校、2位：市役所、3位と4位が病院、5位：アメリカ合衆国連邦政府、6位：ブルークロス・ブルーシールド協会（保険会社の連合体）、7位：ウェイン州立大学、8位：ミシガン州政府であり（9位：GM、10位：クライスラー）経済が崩壊状態であることがわかる。

## 人口動勢

### 概略
デトロイトは大きなカルデア人住民及びこの国で最大のアラブ系アメリカ人コミュニティーの本拠地でもある。最近、この地域はアジア系アメリカ人（ミャオ族の支族であるモン人が帰化したモン人系アメリカ人）及びヒスパニック・コミュニティーが成長していると確認された。この都市の南西部側は大きなメキシコ系アメリカ人コミュニティーが含まれる。クリント・イーストウッドが監督・プロデューサー・主演をつとめた2008年のアメリカ映画『グラン・トリノ』（Gran Torino）は、このモン人系アメリカ人・コミュニティーを描いている。
デトロイト市内の人口の8割を黒人が占める。その多くが、自動車産業関連の職を求めて南部から移住してきた人とその子孫である（アフリカ系アメリカ人の大移動）。一方、白人の多くは郊外の衛星都市に住んでいる。郊外の衛星都市の住民は9割以上を白人が占めている。
アメリカで最も治安が悪いと言われているデトロイト市内に比べて、郊外の衛星都市には裕福な人々が多く住んでおり、治安は非常に良く対照的である。衛星都市に住む住民は治安の悪いデトロイト市内に入ること無しに生活が成り立っており、デトロイト市内の空洞化に拍車をかけ、空き地や巨大廃墟ビルが多く見受けられる。長期の傾向としては人口減少が続いており、2020年においては1950年のピーク時から約65.4％減となっている。
高い犯罪発生率、失業率、そして貧困率といった状況が労働力を流出させ、人口減少に繋がっている。

### 人口
| デトロイト市 年代ごとの人口推移 |             |      |
| 統計年                          | 人口        | 順位 |
| 1840年                          | 9,102人     | 40位 |
| 1850年                          | 21,019人    | 30位 |
| 1860年                          | 45,619人    | 19位 |
| 1870年                          | 79,577人    | 18位 |
| 1880年                          | 116,340人   | 18位 |
| 1890年                          | 205,876人   | 15位 |
| 1900年                          | 285,704人   | 13位 |
| 1910年                          | 465,766人   | 9位  |
| 1920年                          | 993,078人   | 4位  |
| 1930年                          | 1,568,662人 | 4位  |
| 1940年                          | 1,623,452人 | 4位  |
| 1950年                          | 1,849,568人 | 5位  |
| 1960年                          | 1,670,144人 | 5位  |
| 1970年                          | 1,511,482人 | 5位  |
| 1980年                          | 1,203,339人 | 6位  |
| 1990年                          | 1,027,974人 | 7位  |
| 2000年                          | 951,270人   | 10位 |
| 2010年                          | 713,777人   | 18位 |
| 2020年                          | 639,111人   | 27位 |

以下は2000年国勢調査における人口統計データである。
| 基礎データ - 人口：951,270人 - 世帯数：336,428世帯 - 家族数：218,341家族 - 人口密度：6,855.1人/mi2（2,646.7人/km2） - 住居数：375,096軒 - 住居密度：2,703.0軒/mi2（1,043.6軒/km2） 人種別人口構成 - 白人：12.26% - アフリカン・アメリカン：81.55% - ネイティブ・アメリカン：0.33% - アジア人：0.97% - 太平洋諸島系：0.03% - その他の人種：2.54% - 混血：2.32% - ヒスパニック・ラテン系：4.96% 年齢別人口構成 - 18歳未満：31.1% - 18-24歳：9.7% - 25-44歳：29.5% - 45-64歳：19.3% - 65歳以上：10.4% - 年齢の中央値：31歳 - 性比（女性100人あたり男性の人口） - 総人口：89.1 - 18歳以上：83.5 | 世帯と家族（対世帯数） - 18歳未満の子供がいる：33.9% - 結婚・同居している夫婦：26.7% - 未婚・離別・死別女性が世帯主：31.6% - 非家族世帯：35.1% - 単身世帯：29.7% - 65歳以上の老人1人暮らし：9.2% - 平均構成人数 - 世帯：2.77人 - 家族：3.45人 収入と家計 - 収入の中央値 - 世帯：29,526米ドル - 家族：33,853米ドル - 性別 - 男性：33,381米ドル - 女性：26,749米ドル - 人口1人当たりの収入：14,717米ドル - 貧困線以下 - 対人口：26.1 % - 対家族数：21.7 % - 18歳未満：34.5 % - 65歳以上：18.6 % |

## 治安
| デトロイト市 危険度ランキング推移 （モーガン・クイットノー社 発表） |     |
| 2003年                                                              | 1位 |
| 2004年                                                              | 2位 |
| 2005年                                                              | 2位 |
| 2006年                                                              | 2位 |

上述したとおりデトロイトの治安は名実ともに悪い事で知られており、全米100大都市での犯罪発生率は最悪である。2008年には、人口10万人あたり1,220件の暴力事件が発生している。2009年、『フォーブス』が「アメリカで最も危険な街」と名指ししたほか、2010年にはCNNが「世界の治安ワースト10都市」の1つに選んだ。2012年に発表されたFBIの統計では、人口1,000人当たりの暴力的犯罪件数は21.4件で、全米2位（1位は近隣のフリント市）、殺人件数は344件に及んだ。2013年当時のミシガン州知事、リック・スナイダーは、デトロイトの財政破綻に関連して「財政に持続可能性はなく、治安の悪化にも歯止めがかからない現状を踏まえると、デトロイト市は崩壊していると言える」と語っている。
ゼネラル・モーターズが破綻した際には、総額6,900万ドルの失業対策及び、警察官の雇用費用が打ち出された。

## 文化

### メディア
デトロイト市をサービスしている主要日刊紙はDetroit Free Press及びDetroit Newsである。他のデトロイトの新聞は週刊The Metro Timesである。デトロイト市はこの州で最大なアフリカン・アメリカン所有新聞、週刊Michigan Chronicle、及びアフリカン・アメリカン読者向けの他の新聞、Michigan Citizenの本拠地でもある。
デトロイト市のテレビジョン市場はアメリカ合衆国内で11番目に最大である 。デトロイトから放送している多くのテレビジョン放送局はほぼすべてのデトロイトを本拠地としている放送局の送信施設がある、サウスフィールドにスタジオを所有している。デトロイトから放送している放送局はWJBK（Fox）、WDIV-TV（NBC）、WXYZ（ABC）（広島ホームテレビ（テレビ朝日系）と姉妹局提携）、及び WWJ-TV（CBS） が含まれる。他のデトロイト大都市圏のテレビジョン放送局はWMYD（My）、WKBD（CW）、WPXD-TV（Pax TV）及び WADL-TV（主要なインフォマーシャル放送）が含まれる。WTVS はこの都市のPBS会員局である。デトロイトの人々は Windsor 内を本拠地としているCBCテレビジョン 系列、CBET Ch. 9からの放送波も受信できる。視聴者の場所によってはTVOntario、CTV及びSRCネットワークも受信できる。コムキャストはこの都市向けにケーブルTVを提供している。
デトロイトはまた多様なラジオ放送局によってサービスされている。主要なAM放送局は WJR 760（ニュース/トーク）、WWJ 950（ニュース）、CKLW（カナダの一般的なトーク）及びWDFN 1130（スポーツ）である。いくつかのFM放送局はWNIC 100.3（複合ジャンル）、WJLB 97.9（アーバンコンテンポラリー）、WMXD（アーバンアダルトコンテンポラリー）、及び WOMC 104.3（オールディーズ）が含まれる。WDET 101.9はこの都市のNPR 放送局である。WUOM 91.7及びWEMU 89.1は地域 NPR 系列でもあるWDET。Windsor ラジオ放送局 CIMX 88.7及びCBC 89.9はデトロイト地域でも聞く事ができる。

### 音楽
デトロイト交響楽団が市内のマックス・F・フィッシャー・ミュージック・センターに本拠を置いている。このオーケストラは、ポール・パレーが音楽監督をつとめた1951年から1962年と、アンタル・ドラティの音楽監督をつとめた1977年から1981年に飛躍的な発展を遂げ、アメリカ十大オーケストラのひとつに数えられ、大量の録音によって世界的な名声を博した。現在の音楽監督はレナード・スラットキンである。
モータウンミュージックの発祥の地である。

### スポーツ
デトロイトは北米で4つの主要なスポーツを代表するプロフェッショナルチームの本拠地である。
| クラブ                       | スポーツ               | リーグ | 競技場                       |
| ---------------------------- | ---------------------- | ------ | ---------------------------- |
| デトロイト・タイガース       | 野球                   | MLB    | コメリカ・パーク             |
| デトロイト・ライオンズ       | アメリカンフットボール | NFL    | フォード・フィールド         |
| デトロイト・ピストンズ       | バスケットボール       | NBA    | リトル・シーザーズ・アリーナ |
| デトロイト・レッドウィングス | アイスホッケー         | NHL    | リトル・シーザーズ・アリーナ |

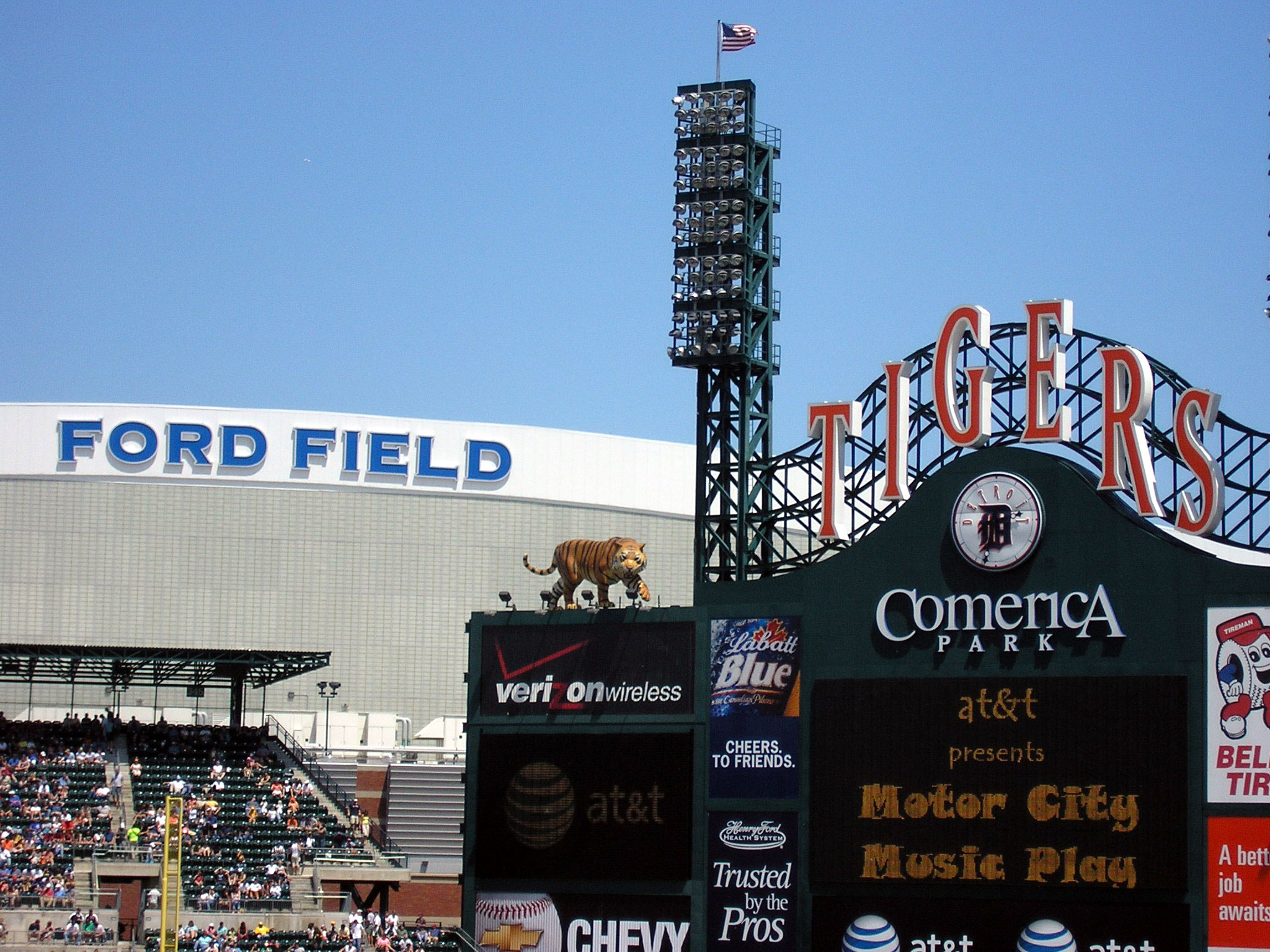
デトロイト・タイガースの本拠地コメリカパークの三塁側後方に隣接するフォード・フィールドは、デトロイト・ライオンズのホームスタジアムである。

1982年から1988年まで、先述のルネッサンス・センターを中心とした市街地を利用して、F1が開催された。F1は一つの国で一開催という原則があるが、アメリカは国土が広いことから一時期複数回のF1が開催されており、｢アメリカ東GP｣（｢アメリカ西GP」はカリフォルニア州のロングビーチ市街地）または「デトロイトGP」という名称が用いられた。また1989年から1992年まで、インディカー・シリーズ（当時はCARTとして）が、同じコースで開催されている。CART（チャンプカー）はその後、ベルアイル島Belle Isleに開催の舞台を移し、2001年までCARTのレースとして開催。2007年からはインディカー（IRL）のレースとして開催されている（なお、インディカーとチャンプカーは1996年から2007年までの12年間分裂状態にあった）。なお、シルベスター・スタローン監督のカーレースをテーマにした映画「ドリヴン」では、このベルアイル島のCARTレースの模様が映画のシーンに用いられている。メインスポンサーであるゼネラル・モーターズの経営不振により、2008年から2011年までは開催が見送られていたが、2012年にインディカー・シリーズのカレンダーに復活した。
無制限の水上滑走艇ボートレース APBA ゴールドカップは1990年以来毎年デトロイトで開催される。このレースはBelle Isle 近くのデトロイト川で開催される。
コメリカ・パークは2005年7月12日の2005年のMLBオールスターゲームの開催地となり、フォード・フィールドは2006年2月5日の第40回スーパーボウルの開催地となる。
また、デトロイトは1944年大会、1952年大会、1956年大会、1960年大会、1964年大会、1968年大会、及び1972年大会と、過去7回オリンピックの開催都市に立候補した（いずれも落選）。
また、フォード・フィールドはUSFLのちにUFLのミシガン・パンサーズも本拠地を置く。

## 交通

### 空港
- デトロイト・メトロポリタン国際空港: デトロイト地域の主要空港で、デルタ航空とスピリット航空のハブ空港となっている。
- コールマン・A・ヤング国際空港: ゼネラル・アビエーション空港。元デトロイトシティ空港。
- ウィロウ・ラン空港: ゼネラル・アビエーション空港

### 高速道路
デトロイト市は I-75、I-94、I-96、I-696、I-275、及びI-375を含む、6つの主要な州間高速道路が交わっている。

### 鉄道
シカゴ - ポンティアック間を結ぶアムトラックのデトロイト駅（ミシガン・セントラル駅とは異なる）が存在する。

### 市内の輸送機関
デトロイト市の輸送機関サービスはデトロイト市交通局（Detroit Department of Transportation 略：DDOT）によって提供されている。デトロイト交通局は路線バスと障害者向けのパラトランジットサービスを直営で行っている。なお、デトロイト市を含むデトロイト大都市圏の4つの郡が共同で地域交通局（Suburban Mobility Authority for Regional Transportation 略：SMART）を運営しており、そのバスもデトロイト市内に乗り入れている。
ダウンタウンには4.7kmのループ状のライトレールがあり、「デトロイト・ピープル・ムーバー」として知られる。全線高架式でリニアモーターで駆動する。
2017年、路面電車のQLineが開業した。

## 教育
- ウェイン州立大学
- デトロイト・マーシー大学

## 関係者

### 出身者
- ウィリアム・ボーイング（航空機メーカーボーイング創業者、1881生）
- チャールズ・リンドバーグ（飛行家、軍人、作家、活動家。1902生）
- マーガレット・ウッドブリッジ（競泳選手、1902生）
- クライド・カワン（物理学者。フレデリック・ライネスとともに1956年にニュートリノを発見。1919生）
- ロバート・B・レイトン（物理学者、赤外線天文学者、1919生）
- エメット・リース（物理学者、電気工学者、3次元ホログラフィー共同開発者（en, 1962）。1927生）
- ヘンリー・フォード2世（フォード・モーター会長・CEO・社長。ヘンリー・フォードの孫。1917生）
- アンドリュー・マーシャル（国防総省官僚、1921生）
- リチャード・クワイン（映画・テレビ映画監督、脚本家、1920生）
- ジョージ・ペパード（俳優、「ティファニーで朝食を」・「特攻野郎Aチーム」主演。1928生）
- マイク・イリッチ（リトル・シーザーズ創業者。デトロイト・レッドウィングス及びデトロイト・タイガースオーナー。1929生）
- チャールズ・L・キャンベル（映画音響編集者、アカデミー音響編集賞を3度受賞。1930生）
- エレン・バースティン（女優、1932生）
- ジェリー・ユルズマン（写真家、1934生）
- アイヴァン・ボウスキー（ウォール街の投資家、1937生）
- フランシス・フォード・コッポラ（映画監督、映画プロデューサー、1939生）
- ブルース・ジョエル・ルービン（脚本家、1943生）
- ダイアナ・ロス（ミュージシャン、「ビートルズ」に次ぐヒット曲数記録を持つ。1944生）
- マーシャ・ミュラー（推理作家、1944生）
- ブルーザー・ブロディ（プロレスラー、1946生）
- シリータ・ライト（ミュージシャン、ソウルシンガー、1946生） - 但し、高校まではデトロイトとサウスカロライナ州とを往き来。「モータウン」でスティーヴィー・ワンダー（ミュージシャン、ミシガン州サギノー出身）と出会い、1970年に結婚。その後離婚。
- グレン・フライ（ミュージシャン、「イーグルス」元リーダー、1948生）
- マリア・ユーイング（オペラ歌手、1950生）
- スージー・クアトロ（女性ロックミュージシャンの草分け、1950生）
- ダニエル・エルズバーグ（経済学者、核戦略研究者、平和運動家。1931生）
- ジェフリー・サックス（ニュー・ケインジアン経済学者、公共政策アナリスト、1954生）
- ミット・ロムニー（政治家、2012米大統領選共和党候補、1962生） - 但し、高校まではデトロイト近郊ブルームフィールド・ヒルズ市で育つ。その後ミシガン州を離れる。
- ビル・ジョイ（計算機科学者）
- ヴォンディ・カーティス＝ホール（俳優、テレビドラマ・映画監督、1956生）
- フレッド・マックィーン（俳優、1957生）
- アナスイ（ファッションデザイナー、1964生）
- エリザベス・アーノワ（女優、1979生）
- ニンジャ (ストリーマー)（1991生）
- アリス・クーパー（ミュージシャン）
- エミネム（ミュージシャン）
- キッド・ロック（ミュージシャン）
- アニタ・ベイカー（ミュージシャン）
- ホワイト・ストライプス（ミュージシャン）
- ザ・ブラック・ダリア・マーダー（ミュージシャン）
- マービン・レノアー（ミュージシャン）
- マイク・ケリー（ミュージシャン、現代美術家）
- B.J.アームストロング（バスケットボール選手）
- ダン・ラウンドフィールド（バスケットボール選手、1953生）
- P・J・ブラウン（バスケットボール選手、1969生）
- ビリー・ピアース（プロ野球選手）
- ビル・フリーハン（プロ野球選手、一貫してデトロイト・タイガース所属。1941生）
- トム・パチョレック（プロ野球選手）
- ジム・パチョレック（プロ野球選手、大洋・阪神で活躍。1960生）

### 居住その他ゆかりある人物
- リー・アイアコッカ（実業家。フォード・モーター社長、クライスラー会長） - ヘンリー・フォード2世と対立しフォード社社長を解任され、クライスラー会長に就任。晩年はロサンゼルス市内ベル・エアに居住し、2019年に死去。
- マドンナ（ミュージシャン、女優、1958生） - ミシガン州のベイシティ生まれ。幼少期からデトロイト近郊ポンティアック、同近郊ロチェスターヒルズ育ち。同近郊アナーバーのミシガン大学に通っていた。
- マジック・ジョンソン（プロバスケットボール選手、1959生） - 近郊ランシング生まれ。

## 姉妹都市
デトロイト市はいくつかの都市と姉妹都市の提携をしている。このうち、豊田、トリノはそれぞれトヨタ自動車、フィアットの本拠地であり、自動車工業の街として知られている。
| - 重慶市（中華人民共和国 直轄市） - ドバイ（アラブ首長国連邦 ドバイ首長国） - キトウェ（ザンビア共和国 カッパーベルト州） - ミンスク（ベラルーシ共和国 ミンスク特別市） | - ブカレスト（ルーマニア国 ワラキア地方 ブカレスト首都県） - ナッソー（バハマ国 ニュープロビデンス島） - 豊田市（日本国 中部地方 愛知県） - トリノ（イタリア共和国 ピエモンテ州） |

### 「デトロイト」の異称を持つ他国の都市
- サンクトペテルブルク - 「ロシアのデトロイト」と呼ばれている。
- 広州 - 「中国のデトロイト」と呼ばれている。
- サンベルナルド・ド・カンポ - 「ブラジルのデトロイト」と呼ばれている。
- タミルナドゥ州 - 「インドのデトロイト」と呼ばれている。
- タイ - 「ASEANのデトロイト」と呼ばれている。
- 名古屋市 - 中京デトロイト化構想が提唱されたが中止となった[31]。